# Puerto Maldonado
Pour les articles homonymes, voir Maldonado.
Puerto Maldonado est une ville du sud-est du Pérou, capitale du département de Madre de Dios, fondée au départ pour la collecte du latex de l’hévéa, matière première servant à fabriquer le caoutchouc naturel.

## Situation géographique
Puerto Maldonado se situe dans la forêt amazonienne à 55 km à l'ouest de la frontière entre le Pérou et la Bolivie, au confluent de la rivière Tambopata et de la rivière Madre de Dios, tributaire de la rivière Beni et donc de l’Amazone.

## Activités économiques
Les activités principales de la cité de Puerto Maldonado sont : la prospection d'or, la collecte de noix du Brésil, la construction d'embarcations et l'écotourisme. Un ferry traverse la rivière large et aux eaux calmes et abondantes, la reliant avec la route de Cuzco. En 2011, est inauguré par le président Alan García le pont Continental (dit aussi pont Intercontinental et anciennement pont Guillermo-Billinghurst) — le plus long pont suspendu du Pérou — pour permettre de franchir le fleuve et atteindre plus facilement la frontière brésilienne,.